# Metaparoncholaimus
Metaparoncholaimus är ett släkte av rundmaskar. Metaparoncholaimus ingår i familjen Oncholaimidae.
Kladogram enligt Catalogue of Life:
| Metaparoncholaimus | \| \| Metaparoncholaimus campylocercus \| \| \| \| \| \| Metaparoncholaimus heterocytous \| \| \| \| \| \| Metaparoncholaimus orientalis \| \| \| \| |
|                    | \| \| Metaparoncholaimus campylocercus \| \| \| \| \| \| Metaparoncholaimus heterocytous \| \| \| \| \| \| Metaparoncholaimus orientalis \| \| \| \| |
|                    | Metaparoncholaimus campylocercus |
|                    | |
|                    | Metaparoncholaimus heterocytous |
|                    | |
|                    | Metaparoncholaimus orientalis |
|                    | |